# 広島県立びんご運動公園球技場
広島県立びんご運動公園球技場（ひろしまけんりつびんごうんどうこうえんきゅうぎじょう）は尾道市にある広島県立びんご運動公園に立地する球技場。施設は広島県が所有し、ポラーノグループびんごが指定管理者として運営に当たっている。
フィールドはクレーであり、サッカー、ラグビーの他にソフトボール（2面）やグラウンドゴルフなどの公式戦を開催できる設備を持っている。

## 概要
1993年10月開場。1996年、ひろしま国体のソフトボール競技会場となった。

## 施設概要
ソフトボールも開催可能なため、コーナー部に対角線の位置でバックネットが2基設置されている。フィールドはクレー。スタンドは全席が芝生席だが傾斜角度があまりないため、前に人がいると、スタンドの後部からは試合が見難い。反面、造りとしてはソフトボール場というよりも、ほぼサッカー・ラグビー専用としての形でスタンドが設置されている。
- クレー
- サッカー1面、ラグビー1面、ソフトボール2面の使用が可能。そのほかにもグラウンドゴルフなどにも使用できる。
- 収容人数 2000人（全席芝生席）
- 照明：250ルクス
- 得点板×2、得点板（ソフトボール用）×2

## 命名権
広島県が広島県立びんご運動公園全体の命名権を公募。尾道市に本社を置くカタオカが取得し、2022年2月1日より「シュートこざかなくん 球技場」の名称を用いている。契約は2027年3月31日までで、契約金は年間300万円（税別）。

## アクセス

### バス
- JR尾道駅・新尾道駅よりおのみちバス・中国バス「びんご運動公園北門」行で終点下車
  - 土・日・祝日に1往復のみで経由地の違う「びんご運動公園」行きもある
  - プロ野球・高校野球等開催時は臨時便を多数運行し「しまなみ球場前」バス停を経由する

### 車
- JR新尾道駅から約5分
- JR尾道駅から約15分
- 山陽自動車道尾道インターチェンジから約5分
- 西瀬戸自動車道西瀬戸尾道インターチェンジから約20分

### 徒歩
- JR新尾道駅から約30分